# Congelació d'aliments
La congelació d'aliments en Indústria alimentària és una tècnica de conservació per l'aplicació intensa de fred capaç de detenir els processos bacteriològics i enzimàtics que destrueixen els aliments.

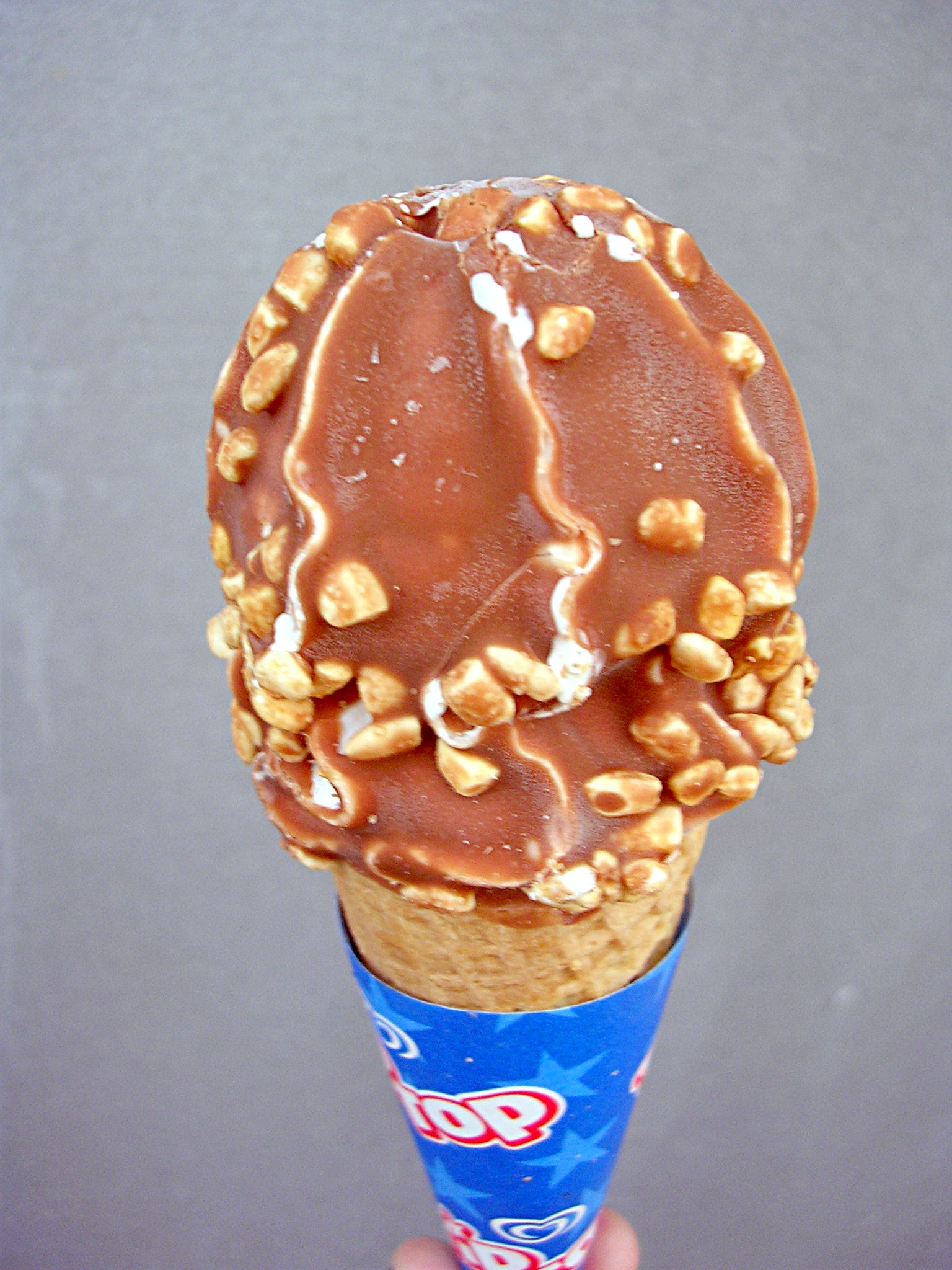
Gelat

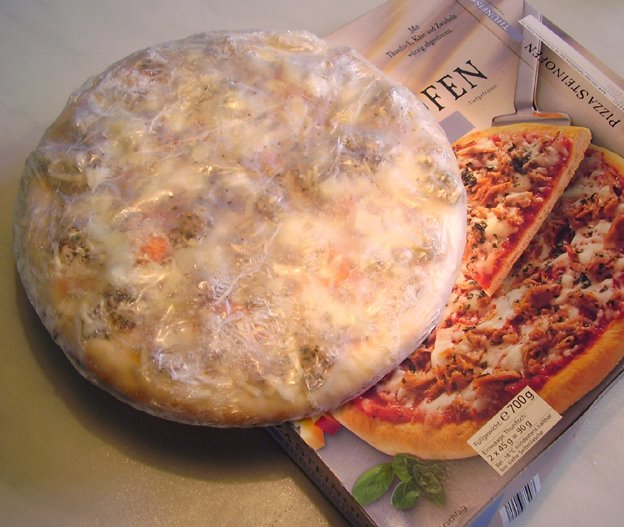
Pizza congelada

Bàsicament es pot dir que la matèria orgànica es compon d'aigua i de matèria seca. En congelar un aliment, només es congela l'aigua que conté, per això un dels factors a tenir en compte en el procés de congelació és el contingut d'aigua del producte. En funció de la quantitat d'aigua es té la calor latent de congelació. La calor latent de l'aigua és la quantitat de calor necessària per a canviar 1 kg de líquid a gel, sense canvi de temperatura, en aquest cas és de 80 Kcal/kg. Altres factors són la temperatura inicial i final del producte que són determinants en la quantitat de calor que es deu extreure del producte.

## Tipus de congelació
- Per aire: Un corrent d'aire fred extreu la calor del producte fins que s'aconsegueix la temperatura final
- Per contacte: Una superfície freda en contacte amb el producte que extreu la calor
- Criogènic: S'utilitzen fluids criogènics, nitrogen o diòxid de carboni, que substitueixen a l'aire fred per a aconseguir l'efecte congelador